# تپه ده‌امام
تپه ده امام مربوط به متأخر دوران‌های تاریخی پس از اسلام است و در شهرستان سنقر، بخش مرکزی، روستای یارگله واقع شده و این اثر در تاریخ ۱۱ مرداد ۱۳۸۴ با شمارهٔ ثبت ۱۲۵۰۴ به‌عنوان یکی از آثار ملی ایران به ثبت رسیده است.